# آلوئیس، ولیعهد لیختن‌اشتاین
آلوئیس، ولیعهد لیختن‌اشتاین ، کنت ریتبرگ (به انگلیسی: Alois, Hereditary Prince of Liechtenstein, Count of Rietberg) (زادهٔ ۱۱ ژوئن ۱۹۶۸)، فرزند ارشد هانس-آدم دوم، شاهزاده لیختن‌اشتاین و کنتس ماری کینسکی فون وچینیتز و تتتائو است. آلویس از ۱۵ اوت ۲۰۰۴ نایب‌السلطنه لیختن‌اشتاین نیز هست. او با دوشس سوفی بایرن ازدواج کرده‌است.